# Maciej Berbeka
Maciej Berbeka (Zakopane, 17 de octubre de 1954-Broad Peak, Baltistan, 6 de marzo de 2013) fue un alpinista, guía de montaña de la UIAGM y miembro del TOPR polaco. Junto a su compañero de cordada Tomasz Kowalski desapareció el 6 de marzo de 2013 mientras descendían del Broad Peak. Dos días más tarde fueron dados por muertos.
Los éxitos de Berbeka incluyen las primeras ascensiones invernales en Manaslu, el 12 de enero de 1984, con Ryszard Gajewski; el Cho Oyu, el 12 de febrero de 1985, con Maciej Pawlikowski (única ascensión invernal a un ochomil hecha por una nueva ruta); y el Broad Peak, el 5 de marzo de 2013, con Adam Bielecki, Tomasz Kowalski y Artur Małek. También hizo cima en el Annapurna y el Everest. Fue el primer humano en haber hecho un ochomil en el Karakoram - Rocky Summit (8028 m) el 6 de marzo de 1988. El mismo día, 25 años después, desaparecería en el Broad Peak.
En 2022 Netflix produjo una película que rememora la última ascensión del alpinista polaco.